# Робьен, Жиль де
Виконт Жиль де Робье́н (фр. Gilles de Robien, род. 10 апреля 1941 года) — французский политик. Был министром образования Франции в правительстве Доминика де Вильпена (с мая 2005 года по май 2007 года), министром инфраструктуры, транспорта, жилья, туризма и морских дел в правительства Жан-Пьера Раффарена (2002—2005), автор «закона Робьена», направленного на снижение безработицы в стране (1996), бывший мэр Амьена.

## Биография
Родился 10 апреля 1941 года в департаменте Сомма на севере Франции (Пикардия). В 1965 году закончил коллеж в Версале и поступил на службу страховым агентом в Амьене — административном центре департамента. В 1986 году был избран депутатом Национального собрания Франции (нижняя палата парламента). Тогда же вошёл в Комиссию по финансам и Следственную комиссию по причинам, последствиям и предупреждению наводнений.
В 1989 году де Робьен стал мэром Амьена. В 1990 году вошёл в состав исполнительного комитета и руководящего совета Республиканской партии Франции. В 1991 году был включён в состав политбюро центристской партии «Союз за французскую демократию» (UDF). С 1995 по 1997 год возглавлял депутатскую группу этой партии в Национальном собрании. 29 ноября 1998 года снова был включён в состав политбюро и избран на пост вице-президента партии «Союз за французскую демократию».
11 июня 1996 года правительство Франции приняло «закон Робьена», направленный на снижение безработицы. Этот документ предусматривал существенные налоговые льготы для предприятий, которые согласятся сократить продолжительность рабочего дня и за счёт этого принять на работу новых служащих (или избежать сокращения штата).
В мае 2002 года де Робьен был назначен министром инфраструктуры, транспорта, жилья, туризма и морских дел в правительстве Жан-Пьера Раффарена. 3 июня 2005 года занявший пост премьер-министра страны Доминик де Вильпен сделал его министром образования Франции в своём правительстве.
В марте 2006 года во время студенческих манифестаций, которые проходили под лозунгами отмены дискриминационного законопроекта о первом трудовом контракте для молодёжи, Жиль де Робьен выступил с резкой критикой митингующих. Он назвал их «скандалистами», представляющими «ничтожное меньшинство» студентов, которые решили вступить на «путь насилия». 11 марта 2006 года полицейский спецназ взял штурмом захваченное манифестантами здание Сорбонны, в результате чего пострадали 13 человек. Робьен одобрил силовую акцию против студентов, отметив, что, «когда происходят подобные одиозные действия, вмешательство является вполне нормальным». Он также заявил, что студенты «нанесли ущерб национальному достоянию, которое накапливалось на протяжении столетий». Тем не менее 23 марта 2006 года после консультаций с де Робьеном правительство де Вильпена впервые попыталось вступить в переговоры с профсоюзными и студенческими организациями. Существенных договоренностей в ходе этой встречи достигнуто не было.
В мае 2007 года, после того как новым президентом Франции был избран Николя Саркози, правительство де Вильпена ушло в отставку. В новое правительство, которое возглавил Франсуа Фийон, де Робьен не вошёл.